# Ibrahima Bakayoko
Ibrahima Bakayoko (ur. 31 grudnia 1976 w Segueli) – piłkarz z Wybrzeża Kości Słoniowej, występuje na pozycji napastnika.

## Życiorys
Swoją karierę piłkarską zaczynał w malutkim klubiku – Stade d’Abidjan. Już w wieku 19 lat trafił do Ligue 1, a wypatrzyli go szperacze z Montpellier HSC. Tam pograł przez trzy sezony i został wypożyczony do angielskiego Everton F.C., gdzie przeważnie występował jako wysunięty snajper. Na brak podań nie mógł narzekać, ponieważ za plecami miał tak świetnych piłkarzy, jak Nick Barmby, czy John Collins. Po sezonie zdecydował się na powrót do Montpellier, jednak zbyt długo tam nie pograł i odszedł do Olympique Marsylia. Na Stade Vélodrome stał się prawdziwą gwiazdą oraz idolem kibiców. Miał pewne miejsce w składzie, a partnerzy z boiska mu ufali. Swoją dobrą postawą zwrócił na siebie uwagę hiszpańskiego CA Osasuna, która akurat szukała napastnika i zdecydowała się na sezonowe wypożyczenie zawodnika. Bakayoko, po kilku miesiącach gry w Hiszpanii, poprzez Marsylię, trafił do FC Istres – beniaminka Ligue 1. Od lipca 2005 grał w AS Livorno. Ściągnął go tam Roberto Donadoni, obecny selekcjoner reprezentacji Włoch. Natomiast w styczniu 2007 przeszedł do innego włoskiego pierwszoligowca, Messiny i grał tam przez jeden sezon. Sezon 2007/2008 spędził w greckiej Larisie, a następnie przez rok grał w PAOK-u Saloniki. W 2009 roku przeszedł do PAS Janina.
Piłkarz ten ma za sobą 45 występów i 30 goli w reprezentacji WKS i zakończył już reprezentacyjną karierę.